# Eotetranychus syzygii
Eotetranychus syzygii är en spindeldjursart som beskrevs av Gupta 1978. Eotetranychus syzygii ingår i släktet Eotetranychus och familjen Tetranychidae. Inga underarter finns listade i Catalogue of Life.